# Алайнис, Эмиль Карлович
Эмиль Карлович Алайнис (латыш. Emīls Alainis; 1891—1938) — дважды кавалер ордена Красного Знамени РСФСР (1920).

## Биография
Эмиль Алайнис родился в 1891 году в Баунской волости Вольмарского уезда Лифляндской губернии (ныне — Латвия). По национальности латыш. Получил неоконченное среднее образование. После Октябрьской революции добровольно пошёл на службу в Рабоче-крестьянскую Красную Армию. Был комиссаром 95-го стрелкового полка. Особо отличился во время боёв за деревни Усть-Черно и Низы (ныне — Солецкий район Новгородской области) во время боёв под Петроградом осенью 1919 года.
Выбив 21 ноября 1919 года войска Юденича из деревни Большие Поля, подразделения 94-го, 95-го и 96-го стрелковых полках начали их преследовать. 22-23 ноября шло сражение за деревню Низы. В бою Алайнис находился на передовой, увлекал своим героическим примером бойцов за собой. Во время последней атаки на село Алайнис получил ранение в плечо, но поля боя не покинул до взятия Низов.
Приказом Революционного военного совета Республики № 580 от 8 декабря 1920 года комиссар 95-го стрелкового полка Эмиль Карлович Алайнис был удостоен единственной, высшей в то время награды — ордена Красного Знамени РСФСР.
После окончания Гражданской войны Алайнис продолжил службу по партийной линии. В 1923 году он был заведующим организационно-инструкторского отдела Мурманского губернского комитета РКП(б). Позднее переехал в Москву, проживал в Большом Гнездниковском переулке, работал начальником Четвёртой строительной конторы Треста блочного строительства. 1 декабря 1937 года Алайнис был арестован органами НКВД СССР по обвинению в принадлежности к латышской контрреволюционной фашистской организации. 24 января 1938 года Комиссия НКВД СССР приговорила его к высшей мере наказания — смертной казни. Приговор был приведён в исполнение 20 марта 1938 года на Бутовском полигоне, там же его тело было захоронено. Посмертно реабилитирован решением Пленума Верховного Суда СССР в сентябре 1989 года.